# Antonio Battistella (vaterpolist)
Antonio Battistella (Rovinj, 1950.), hrvatski vaterpolist. Bio je vratar Primorja iz Rijeke (1969. – 1973.) i Delfina iz Rovinja. Bio je vratar jugoslavenske juniorske (do 20 god.) reprezentacije.